# Nike (mitología)

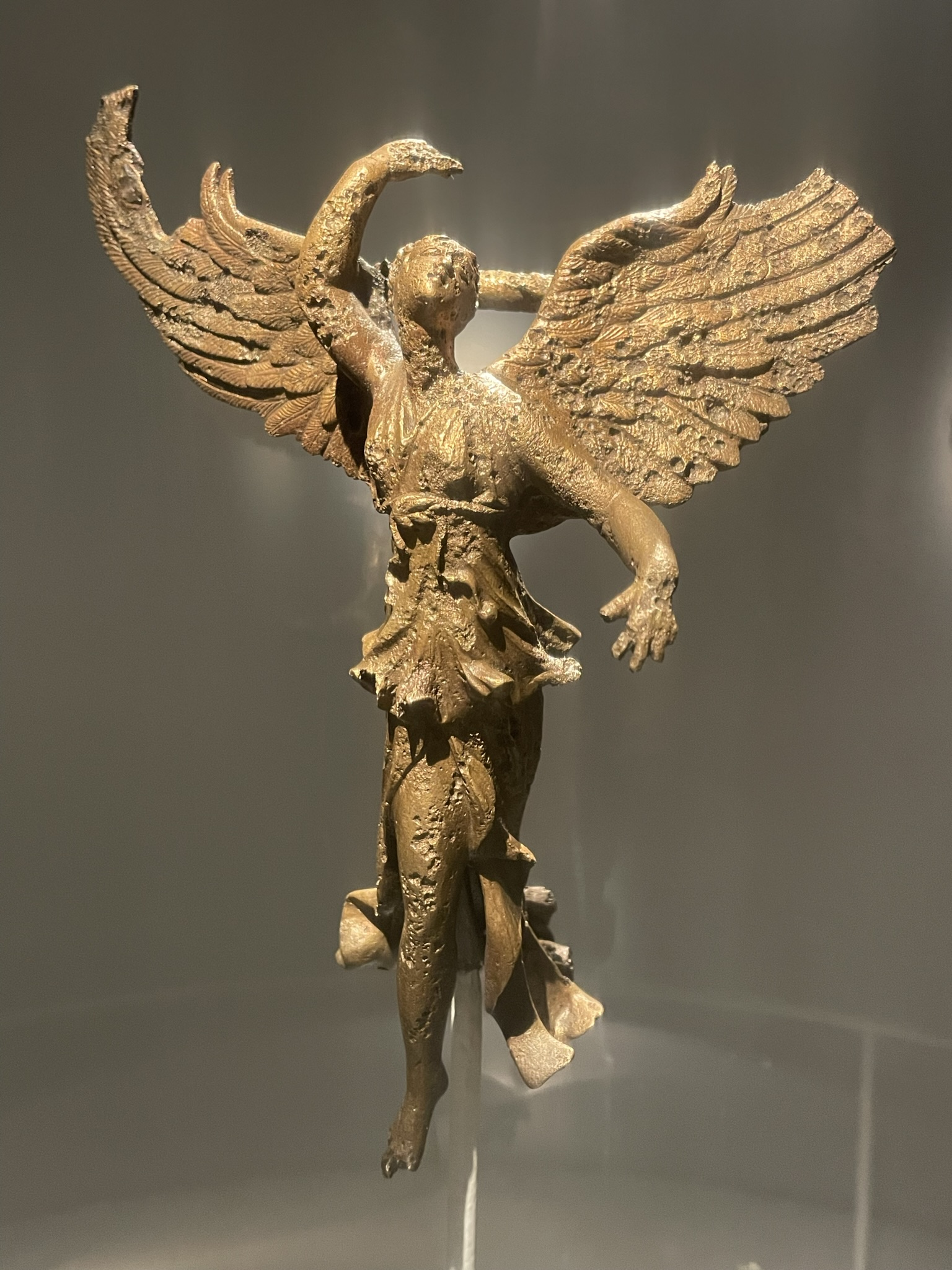
La diosa Niké, miniatura en bronce.

En la mitología griega, Nike (en griego: Νίκη, Níkē)  es la diosa y personificación de la «victoria» o «triunfo». Se la representaba a menudo como una pequeña escultura alada en la mano de otro dios más importante, como Zeus o Atenea, su aliada. Presidía las competiciones atléticas y las disputas militares.
En el transcurso de las guerras médicas (las invasiones persas a Grecia), tras la victoria ateniense en la batalla de Maratón (490 a. C.), es conocida la historia del soldado que corrió 42 km desde las playas de Maratón hasta Atenas para anunciar la victoria, al grito de «¡Niké!» («¡Victoria!»), para luego desplomarse. 
Hesíodo la hacía hija del titán Palas y de Estigia, siendo hermana entonces de Bía (la Violencia), Zelo (el Fervor) y Cratos (la Fuerza). Homero la hace, en una versión diferente, hija de Ares.
Ares [...]. ¡Oh defensor del Olimpo! Padre de la belicosa Victoria (Niké).
Destaca su Templo de Atenea Niké en la Acrópolis de Atenas. Suele aparecer representada con alas y portando una palma o una guirnalda de laurel. Representaciones conocidas de Niké son la llamada Victoria de Samotracia (actualmente en el museo del Louvre) y la pequeña estatua en la mano del Zeus de Olimpia, y otras obras a partir del Renacimiento.
Su equivalente en la mitología romana era Victoria,  con quien se consideraba que Minerva (equivalente a Atenea en la mitología romana) se había criado de pequeña.

## Etimología
Mientras que la palabra griega νίκη (nikē) tiene un origen desconocido, Robert Beekes ha sugerido una etimología pregriega. Sin embargo, también se ha especulado con que derive de la raíz protoindoeuropea neik, que significa «atacar» o «comenzar vehementemente». En caso de que fuera cierto, la palabra coincidiría con el griego antiguo νεῖκος (neîkos, «conflicto») y con el lituano ap-ni̇̀kti («atacar»).

## Mitología

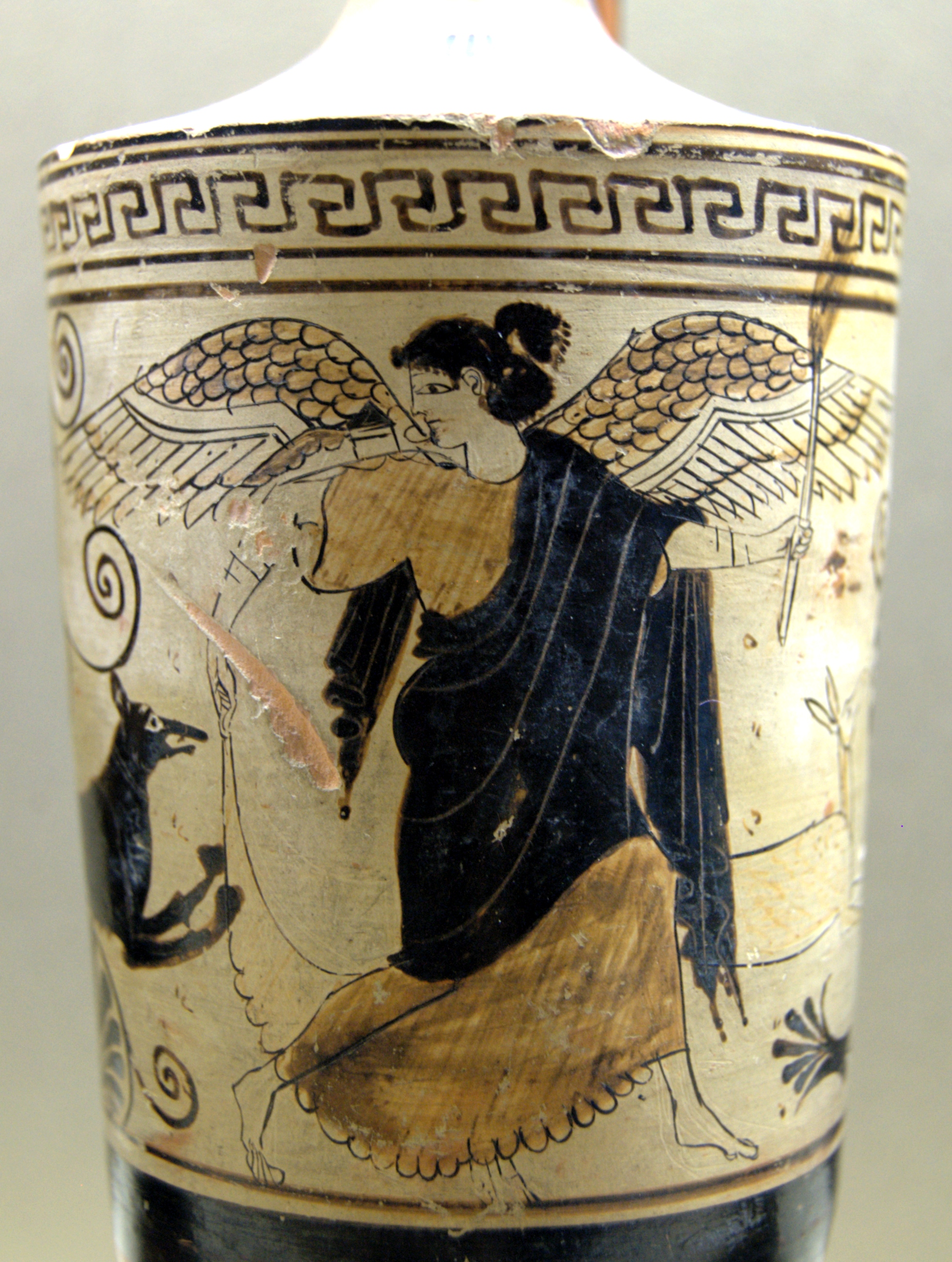
Nike en un lécito blanco de Ática datado del 480 a. C.

Nike a menudo aparece en la literatura asociada al dios Zeus o a la diosa Atenea o incluso como una faceta de sus personalidades. Según la Teogonía, Nike, Zelo, Cratos y Bía «no vivirán apartados de Zeus, no viajarán a no ser que el dios lo haga primero y se sentarán para siempre junto al resonante Zeus». Nike y sus hermanos adquirieron estos puestos honorables debido a su ayuda prestada a Zeus durante la Titanomaquia. Durante la guerra contra los titanes, Zeus convocó a todos los dioses del Olimpo para determinar sus alianzas y declaró que cualquier dios que se aliara con él y contra Cronos recibiría su honor y su favor. De todos los dioses, Estigia y sus hijos fueron los primeros en declarar su lealtad a Zeus. Mientras que Estigia se ganó «el gran juramento de los dioses», a sus hijos se les permitió vivir junto a él eternamente. Como resultado, Nike a menudo es representada en la literatura junto a Zeus, en una posición honorable a su lado. Una versión tardía hace a Nike nacida de la unión incestuosa entre Estige y su propio padre Aqueronte.

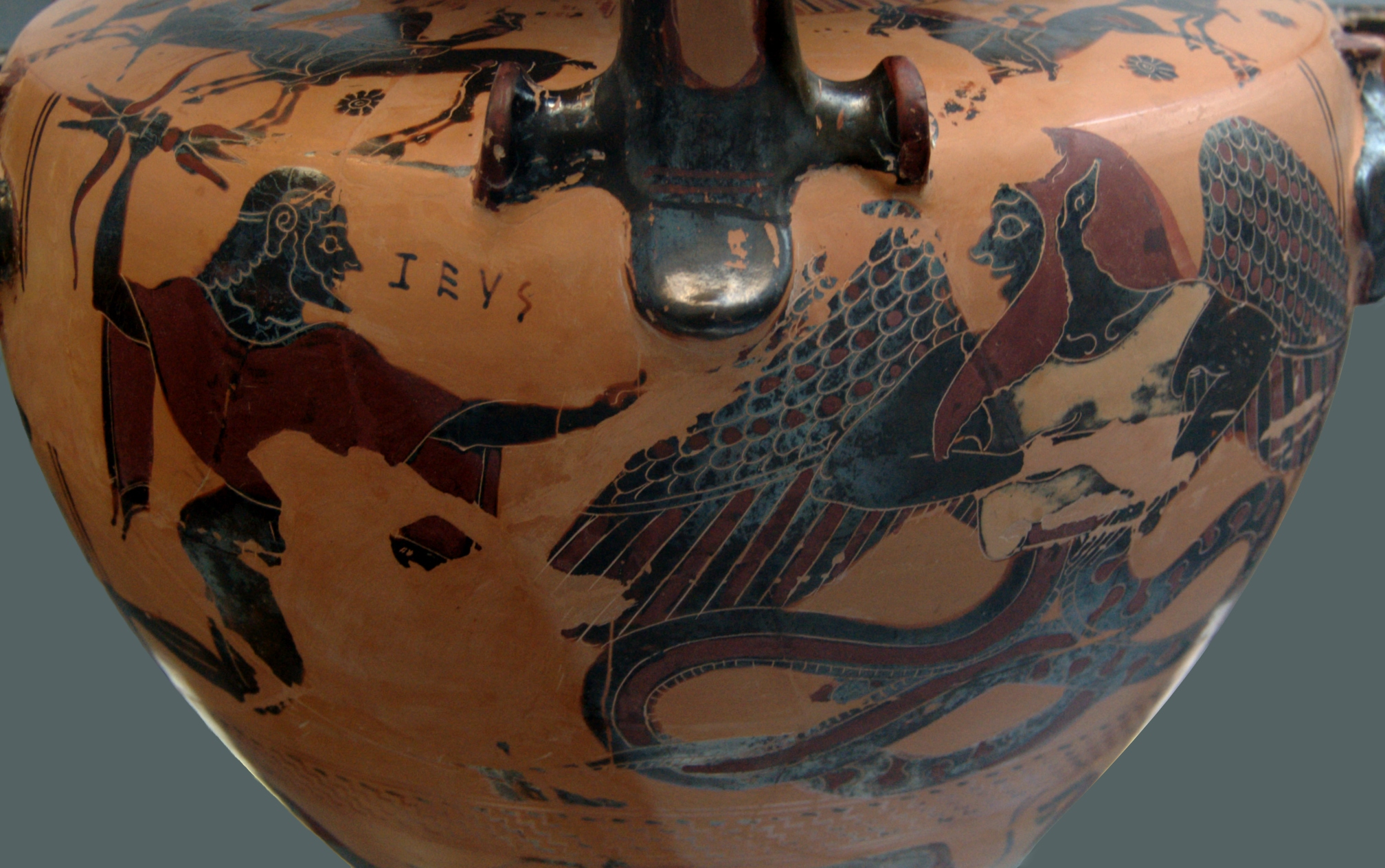
Zeus luchando contra Tifón.

En la Dionisíacas de Nono de Panópolis, Nike es descrita como una emisaria de Atenea enviada para auxiliar a Zeus en su batalla contra Tifón. Cuando el gigante con cabezas de serpiente Tifón asedió el Olimpo a finales de la Titanomaquia, Nike reprochó a Zeus sus dudas de enfrentarse a Tifón y le urgió a reunir sus rayos como preparación para defender el Olimpo. En su discurso menciona a todos los dioses que se habían rendido y habían huido de la batalla como Ares, Hermes, Apolo, Afrodita y Hefesto. También menciona las posibles repercusiones de una victoria de Tifón, como sería la destrucción del Olimpo y la violación y esclavización de sus hijas Atenea y Artemisa. La mañana siguiente, cuando Tifón prosigue su ataque, Zeus se protege de las nubes como una armadura y responde a las amenazas del monstruo. Nike, descrita como Victoria, dirige a Zeus hacia la batalla, mientras que Eris dirige a Tifón. Durante la batalla Nike utiliza su escudo para proteger a Zeus, mientras que él lucha con sus rayos y una lluvia gélida. Con ayuda de fuego y hielo, Zeus pudo derrotar al monstruo y declarar la victoria sobre los titanes. Mientras que Zeus abandonaba el campo de batalla, Nike lo seguía conduciendo el carro de su padre. En la Teogonía, esta batalla es descrita de diversas maneras: ni Zeus estaba dudando sobre enfrentarse a Tifón, ni Nike aparece en ningún momento de la lucha.
Nike también es representada en la literatura como una diosa que juzga la excelencia de los dioses y los mortales en la competición. Su papel de seleccionar la grandeza de las virtudes de un dios o un mortal era más evidente durante la guerra, donde Nike a menudo se encuentra junto al vencedor. Un ejemplo de esto se ve en Las metamorfosis de Ovidio, donde el destino de la guerra entre Mégara y Creta «se mantuvo en suspense, día tras día la Victoria planeaba con alas inciertas». Sin embargo, el papel de Nike no se limitaba estrictamente a las victorias militares, sino que también observa cualquier virtud en la música o en el atletismo, por ejemplo, el victorioso atleta Eutímenes de Egina «cayó dos veces en los brazos de la Victoria» y alcanzó la fama.

## Nike en la actualidad

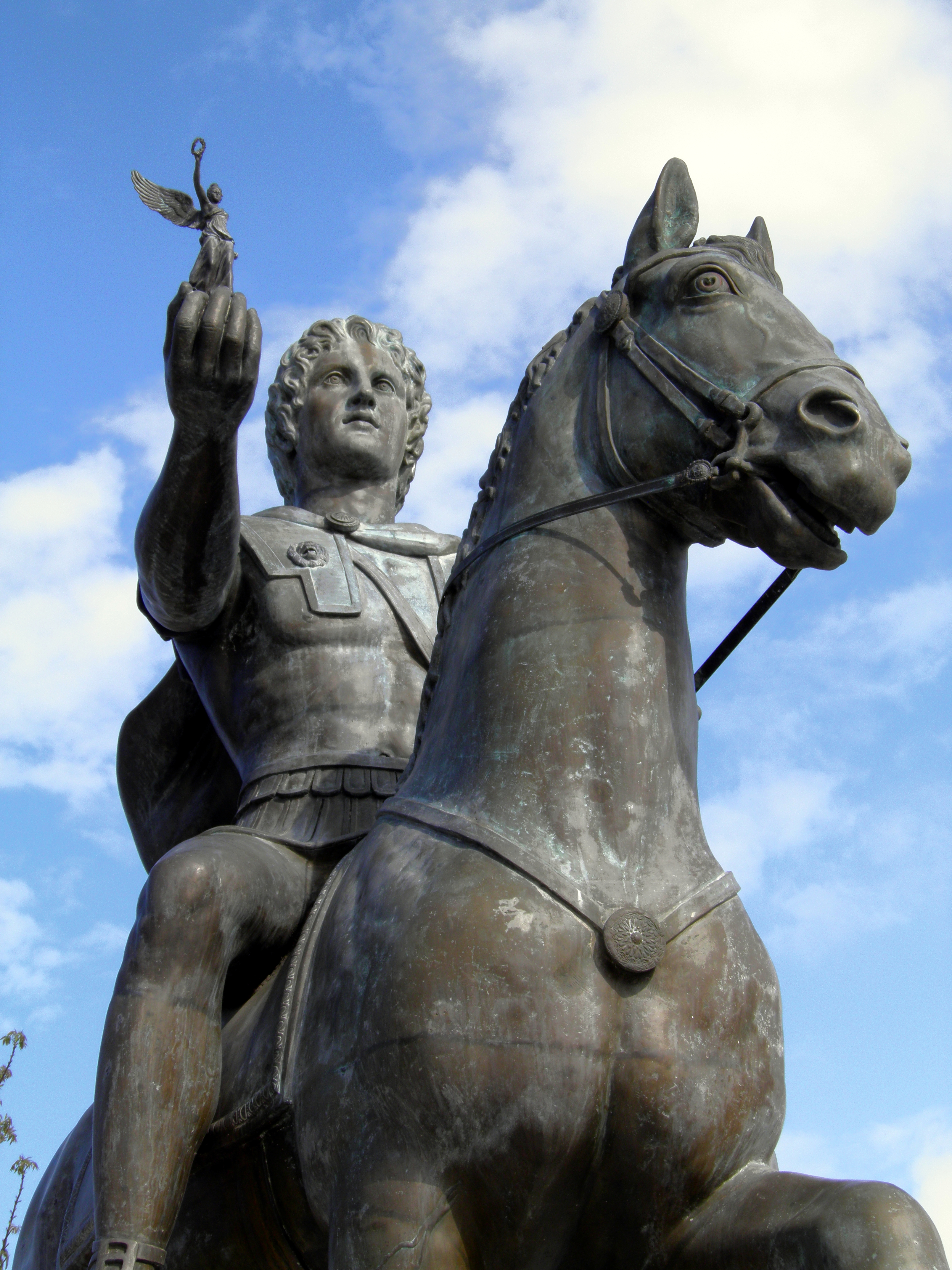
Alejandro Magno, portando a Niké en su mano, ciudad de Pela, Grecia

Por sus significados, su imagen ha perdurado hasta la actualidad. Se le ve acompañando a la Justicia, que a menudo son representaciones de las diosas griegas Atenea y Temis, que suelen verse a menudo en los palacios de gobierno, congresos y edificios de abogacía, tanto en Europa y América, portando lanzas y escudos.
Desde los Juegos Olímpicos de Ámsterdam 1928 en el anverso de las medallas olímpicas aparece la figura de Niké con una corona de laurel, lo que impulsó a nombrar así a la empresa de confección de indumentaria deportiva Nike.

## Galería de arte

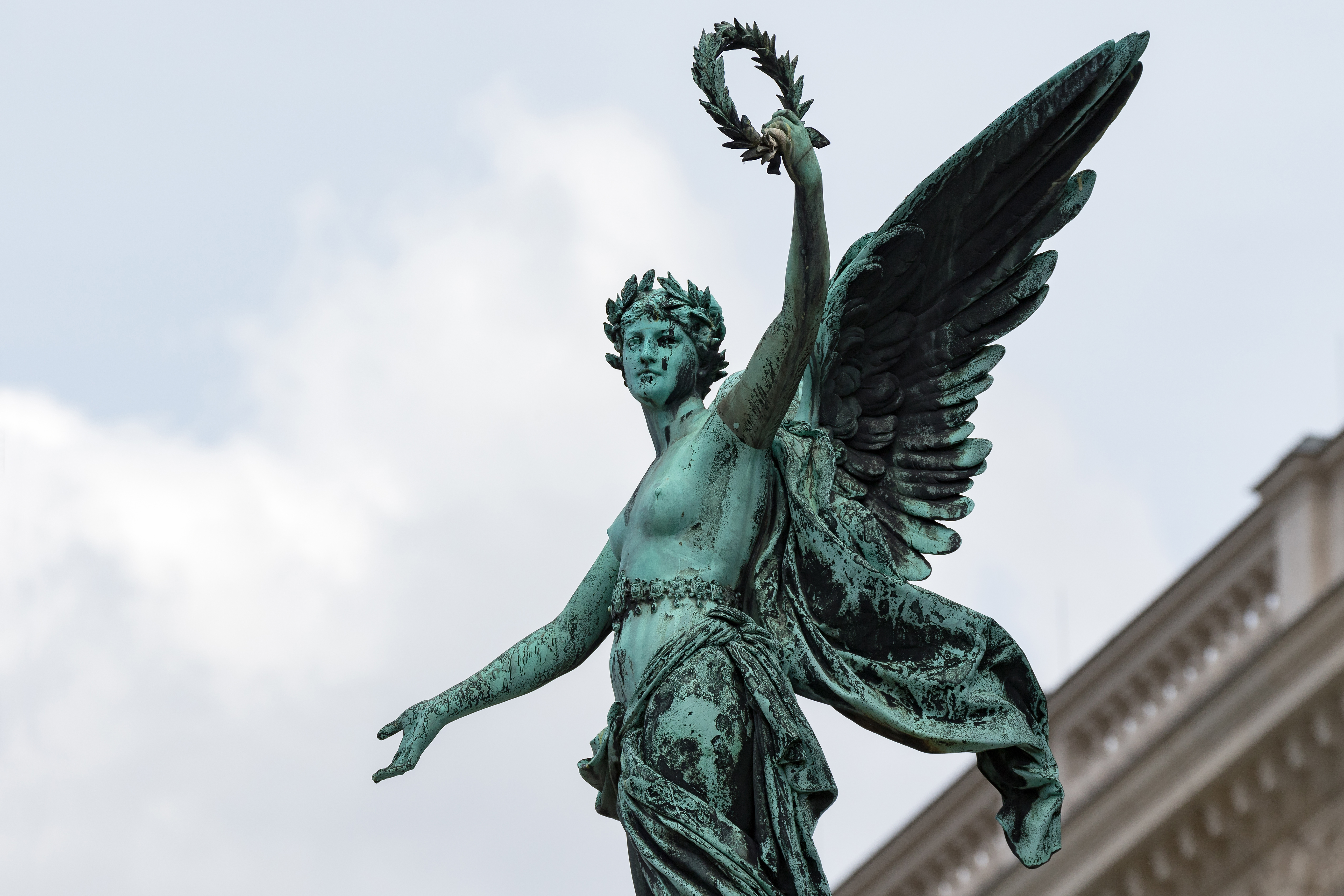
Niké (Museo de Viena).
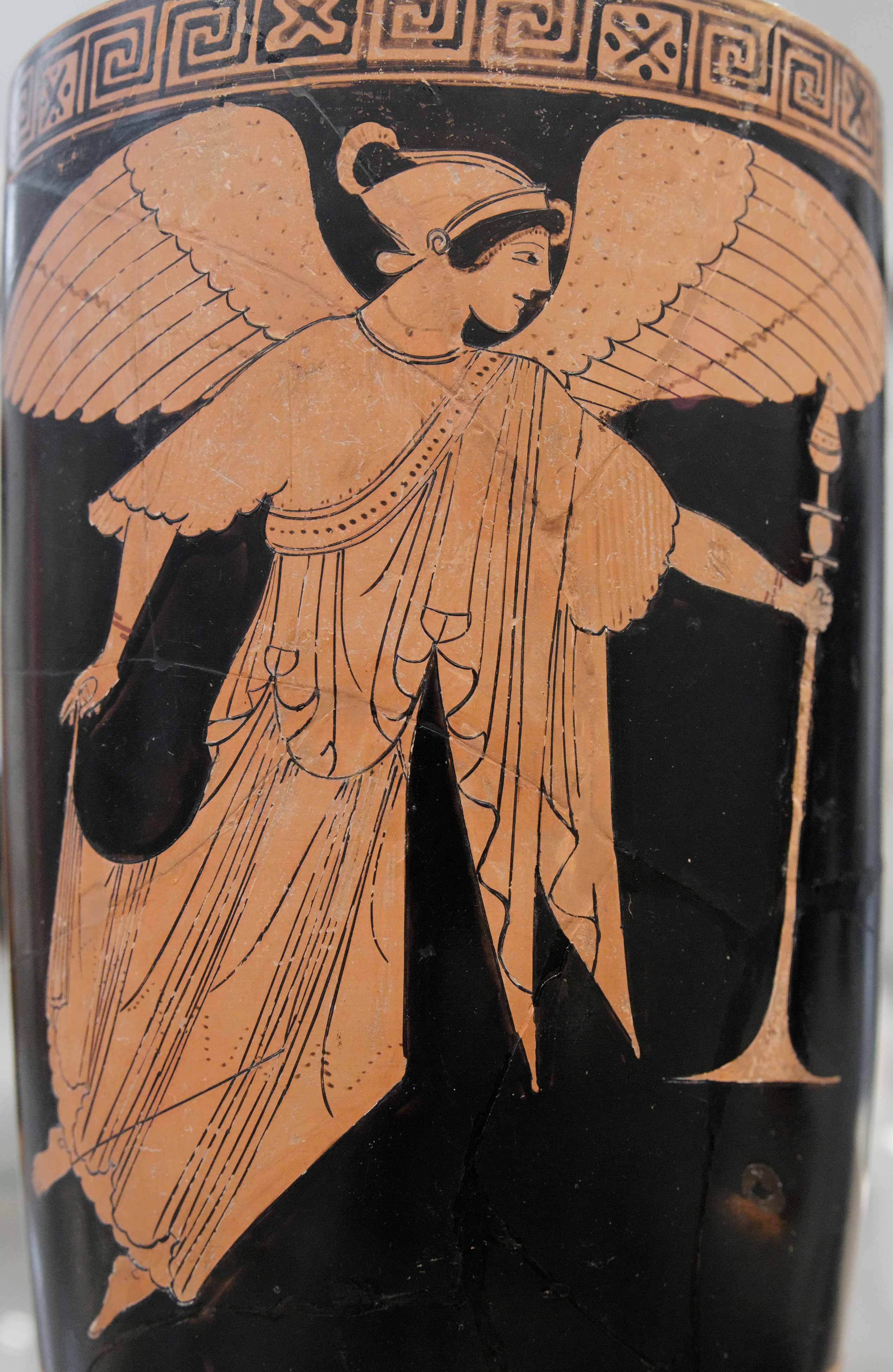
Vasija consagrada a Niké, portando un timiaterio.
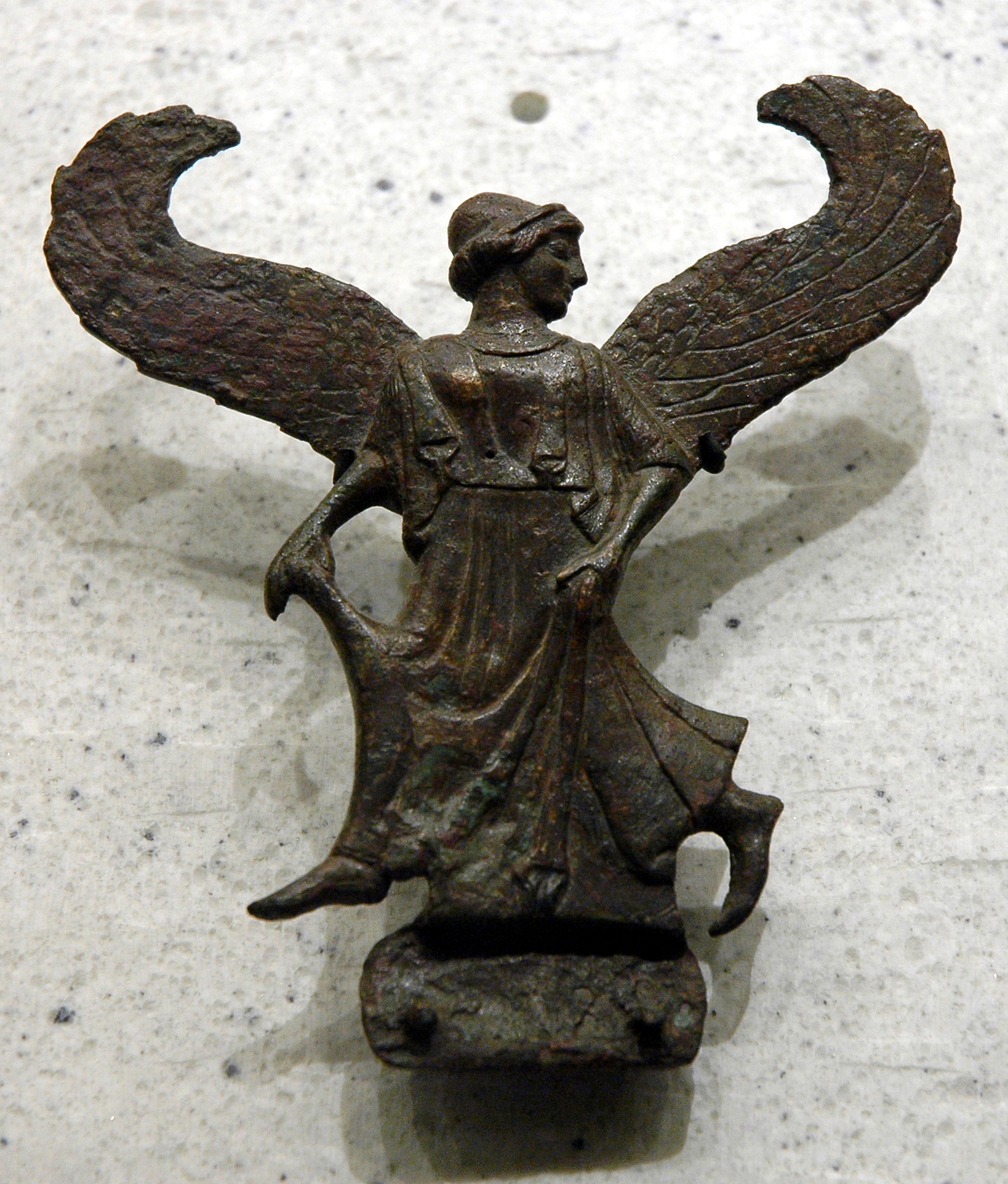
Niké, en bronce (Museo del Louvre).
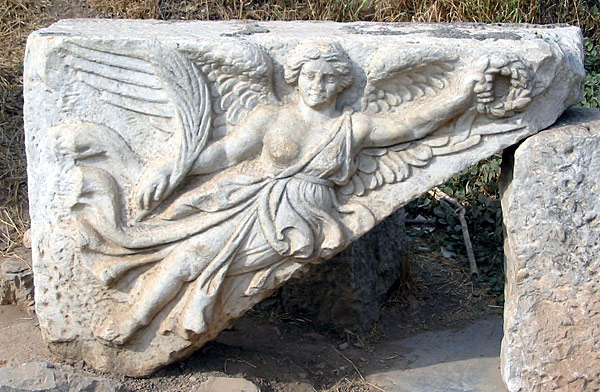
Niké, relieve en Éfeso.
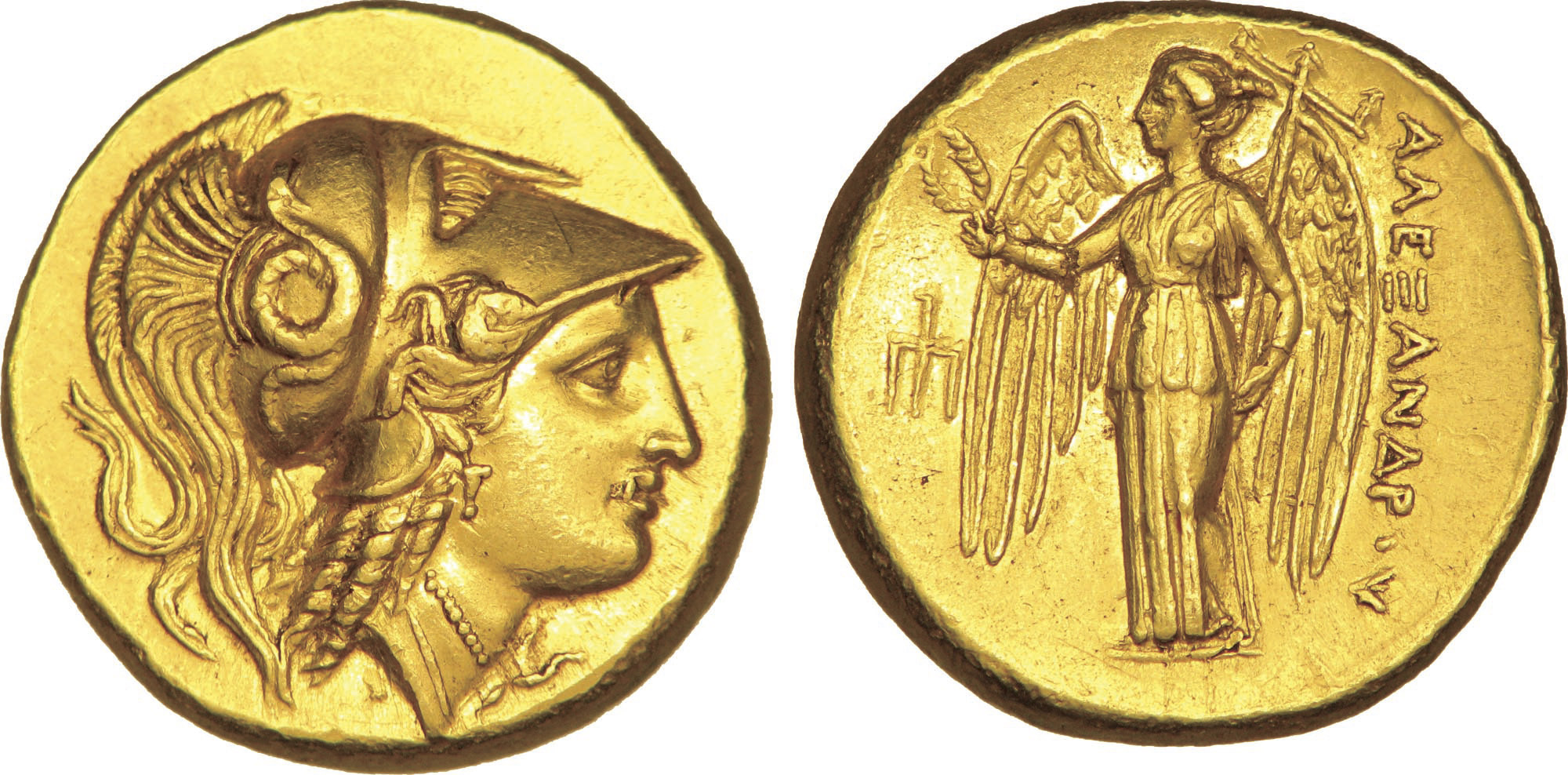
Moneda de Macedonia, Grecia, representando a Atenea y Niké.
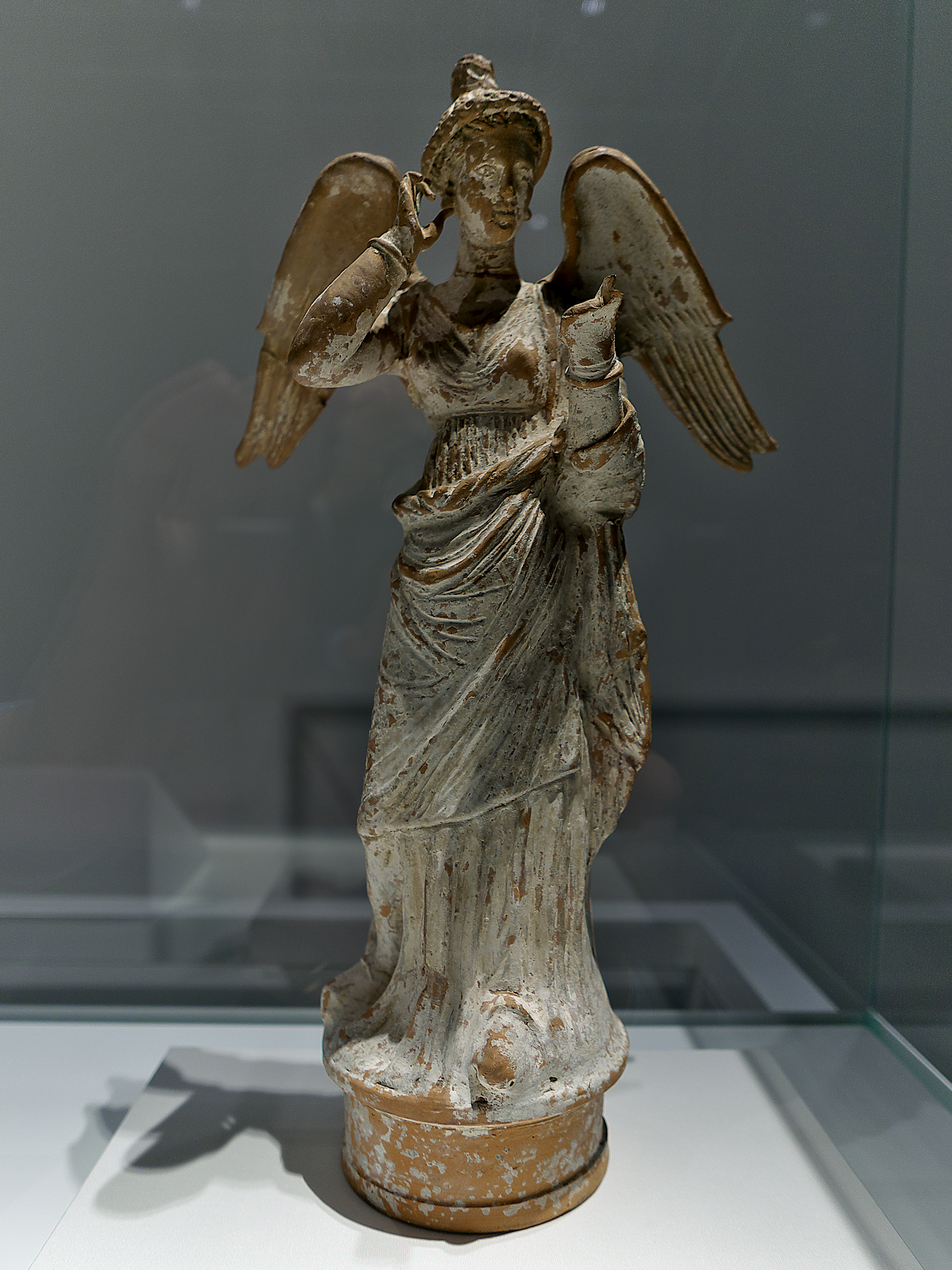
Niké con alas (Museo Británico).
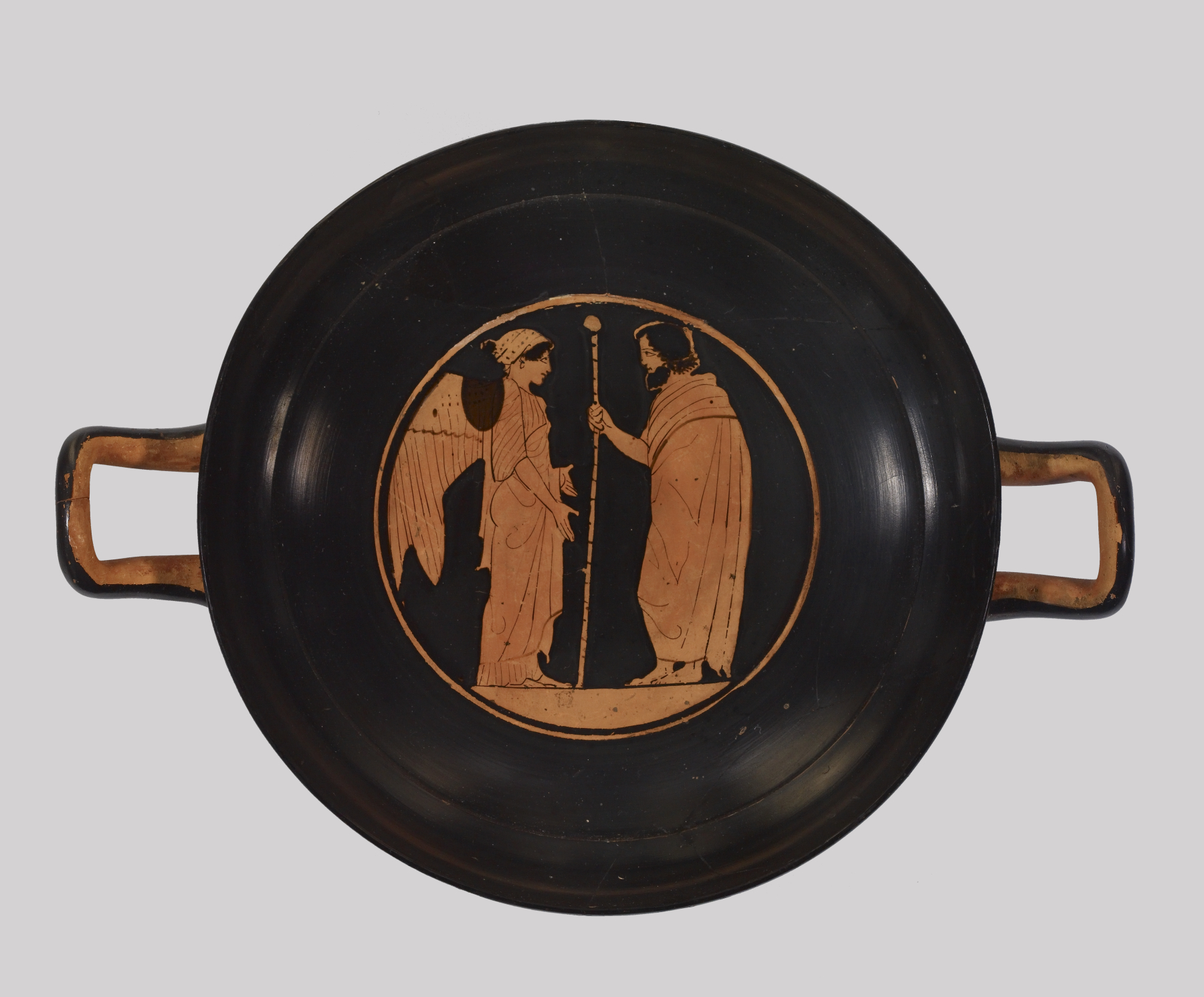
Niké y Hermes en un kylix ático (Museo de Arte Walters)